# پوبدیا

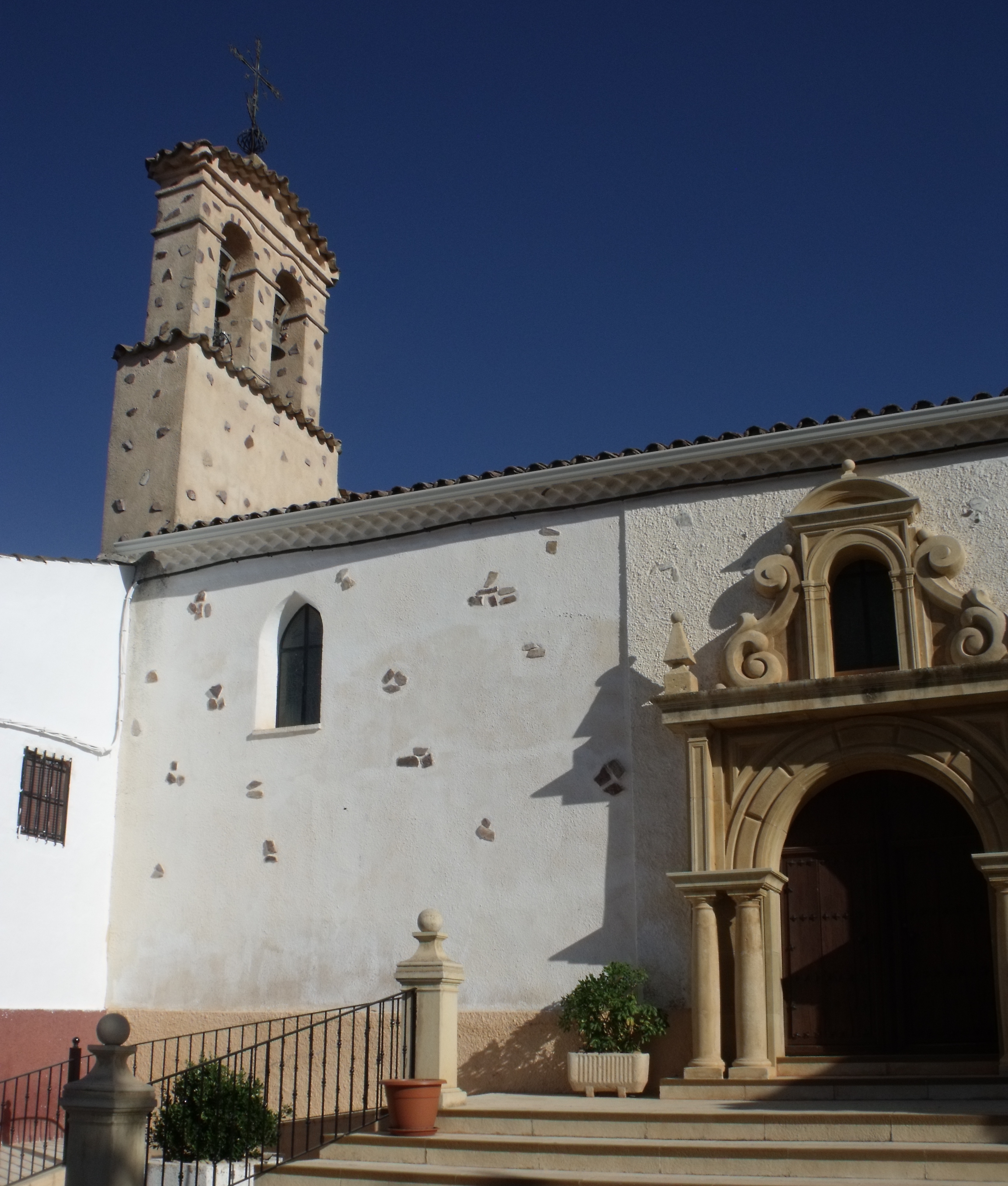
پو-وِ-دی-یا (Povedilla)، در آلباسه (اسپانیا)»

پووِدیا (پو-وِ-دی-یا) دهستانی در استان آلباستهٔ اسپانیا است.
در این دهستان ۶۴۶ نفر زندگی می‌کنند. مساحت این دهستان ۴۹٫۶۹ کیلومتر مربع است.